# 現代戦略
『現代の戦略』(Modern Strategy)とは1999年にイギリスの戦略家であるコリン・グレイによって発表された戦略研究である。

## 沿革
グレイはアメリカにおいて『カードの家　なぜ軍備管理は必ず失敗するのか』や『核時代の地政学』などの著作で知られる軍事戦略の研究者でありながらも、1981年に公共政策研究所を創設し、レーガン政権でも政策実務に携わった。現在はイギリスのリディング大学の戦略研究センターのセンター長となっている。本書は長い年月をかけたグレイによる諸々の戦略研究の成果である。さらにグレイはハル大学の安全保障研究センターの学生たちなどの助力を受けていると述べている。

## 要旨
グレイは本書『現代戦略』で主にクラウゼヴィッツの戦略理論に依拠しながら戦略の総合理論を展開している。本書の構成は第1章戦略の次元、第2章戦略、政治、倫理、第3章戦略家の道具箱：クラウゼヴィッツの遺産、第4章現代戦略家思想の貧困、第5章コンテクストとしての戦略文化、第6章戦争における風、第7章戦略的経験の形態、第8章戦略の文法1、第9章戦略の文法、第10章小さい戦争とその他の強力な暴力、第11章核兵器の第二の思想、第12章戦略史における核兵器、第13章戦略永続性から成り立っている。

### 戦争の要素
グレイによれば戦略とは政策の目的のための軍事力の使用またはそれによる威嚇であると把握しており、重要な17個の戦略的要素があることを論じている。これは人間と政治、戦争準備、そして戦争本体の三つに大別することができる。人間と政治の集合に分類される要素には人間、社会、文化、政治、倫理という五つの要素があり、戦争準備には経済と兵站、組織、軍事行政、情報と諜報、戦略理論と教義、そして技術の六つの要素がある。最後の戦争本体の領域には軍事作戦、指揮、地理、摩擦、敵、時間という六つの要素が含まれる。これら戦略の要素はそれぞれ相互に関係しており、一つの要素で突出して優れていたとしても他の要素で劣っていれば全体として劣勢となる。したがってグレイは戦略とは全ての要素を包括することが不可欠であると論じる。

### 戦略の文法
戦略の文法とは戦争をどのように戦うのかを規定している枠組みであり、これは戦略環境に応じて可変的なものである。グレイはランドパワーとシーパワー、エアパワーの諸領域、そして宇宙空間やサイバー空間という新しい戦略の領域を分析する。そのことで軍事力としての特性、作戦における戦闘力または制約がどのように歴史的に変化しているかを把握しようとしている。地理的環境とそれに関わる技術革新は戦略の文法にとって重要な意義を持っている。ただし戦略の文法は核戦闘や不正規戦のような地理的環境に依拠しない場合もありうる。

### 戦略の永続性
グレイは時代の変化に応じた戦略の文法の変容を論じながらも、根本的な論理は不変であると見なしている。戦争の本性や戦略は永続的に変化しないものであり、その永続性はクラウゼヴィッツの戦争理論の普遍性によって示される。クラウゼヴィッツの戦争理論はナポレオン戦争以前の諸々の戦争を反映した理論体系であるものの、それは核兵器やテロリズム、サイバー戦のような新しい変化に対して知的枠組みを対応することが可能である。ただしクラウゼヴィッツの戦争理論を無条件にそのまま適応することには限界がある。今後の戦略はクラウゼヴィッツの戦争理論に基づきながらも発展させていく必要がある。